# I visitatori (Clifford D. Simak)
I visitatori (The Visitors) è un romanzo di fantascienza del 1979 di Clifford D. Simak. È una delle ultime opere di Simak ed è incentrata sul tema a lui caro dell'impotenza del genere umano, delle sue strutture sociali e culturali e delle sue organizzazioni su ciò che è alieno.
Il libro è suddiviso in 57 capitoli e ognuno presenta la narrazione dei fatti da un diverso punto di vista, pur mantenendo la narrazione esterna (Congresso, Jerry, Kathy, Frank Norton, Garrison e la redazione del giornale, Stiffy ecc.)
Venne tradotto in italiano nel 1981 da Giuseppe Lippi per Mondadori, nella collana Urania.

## Trama
Nella cittadina di Lone Pine, Minnesota, atterra nel mezzo dell'autunno un'enorme "scatola nera", di cui si ignorano la provenienza ed intenzioni. Si insinua il germe della diffidenza quando George, l'intollerante e burbero barbiere, incautamente le spara, ricevendo da esso l'energia cinetica dello sparo che incenerisce l'uomo all'istante. Nel frattempo il Visitatore vola sulle rive del fiume vicino, sul cui ponte sta pescando un giovane studente universitario, Jerry Conklin, il quale, spaventato a morte dalla Scatola, tenta di fuggire, ma invano, perché il Visitatore lo trae al suo interno, forse per studiarlo, con una sottilissima fibra simile ad una ragnatela.
Nel frattempo, il Visitatore, che è in grado di rimanere sospeso a pochi centimetri dal suolo, comincia a "divorare" la foresta circostante, lasciandosi a distanze regolari balle di cellulosa; indefessamente prosegue nel diboscamento preciso e sistematico anche quando orde di giornalisti e curiosi le si fanno vicini. Grande stupore suscita il fatto che la Scatola, prima riempitasi di strane protuberanze, dia alla luce altri Visitatori, più piccoli, che si nutrono proprio di quegli ammassi lasciati dalle madri.
Il congresso degli Stati Uniti appare frattanto spaventato e impreparato, i suoi membri sono in disaccordo: se si acquisissero nozioni di scienza e ingegneria prima sconosciute dai Visitatori, sarebbe corretto divulgarle in tutto il mondo? Sarebbe più corretto attendere e osservare le loro mosse, tentare di comunicare con loro, o distruggerli, a protezione delle risorse forestali?
Nel corso della storia sono molti i quesiti che animano le assemblee del congresso, e molte informazioni vengono celate, sia all'esterno che all'interno degli organi dell'Esecutivo.
Nel frattempo i Visitatori si sono moltiplicati, si è anche scoperto che nell'orbita terrestre si trova un'enorme massa nera, formata da Visitatori, che stanno pian piano muovendosi verso la Terra. Cominciano a mangiare automobili e abitazioni (ma senza uccidere nessuno), e 101 (così era stato chiamato da uno scienziato il primo Visitatore) comincia a seminare semi di pino in una foresta.
I Visitatori, poi abbandonano insieme gli aeroporti, le foreste, ogni località sulla quale erano atterrati, e si dirigono in luoghi proscritti e isolati, per esempio quello dell'isola dell'Anitra: a scoprirlo è Jerry Cocklin, che viene catturato una seconda volta da 101, come se fosse in grado di riconoscerlo. In questi luoghi, nascosti e difficilmente raggiungibili, i Visitatori stanno costruendo automobili, in un'altra località abitazioni. Subito esplodono agitazione e tumulto: da un lato, fra i cittadini, molti di essi difatti vogliono che i Visitatori "regalino" loro un'automobile, dall'altro nel governo e negli organi economici: le automobili infatti, non necessitano di carburante, e per di più sono in grado di volare, non hanno quindi neppur bisogno di strade, con gran pericolo per l'economia, prossima al totale declino.
I Visitatori producono anche case, a scoprirlo è Frank Norton, giornalista di Lone Pine, che fugge in preda alla paura quando scorge all'interno della casa delle ombre, come se avessero principiato a fabbricare uomini. Riporta tutto questo, come richiesto da Garrison del "Minneapolis Tribune".
I governi di tutto il mondo, sorprendentemente, riescono a cogliere il messaggio dei Visitatori, e si impegnano a ristabilire un nuovo sistema organizzativo delle attività umane, più egualitario e meno legato ai beni materiali.
Nell'entusiasmo generale, però, i redattori del "Minneapolis Tribune", decidono di cancellare le righe riguardo alle "ombre" intraviste nella casa, prudentemente.

## Edizioni
- Clifford D. Simak, I visitatori, traduzione di Giuseppe Lippi, Urania n. 887, Mondadori, 1981.
- Clifford D. Simak, I visitatori, traduzione di Giuseppe Lippi, Classici Urania n. 127, Mondadori, 1987.
- Clifford D. Simak, I visitatori, traduzione di Giuseppe Lippi, Urania Collezione n. 140, Mondadori, 2014.